# Lista koncertów Madonny

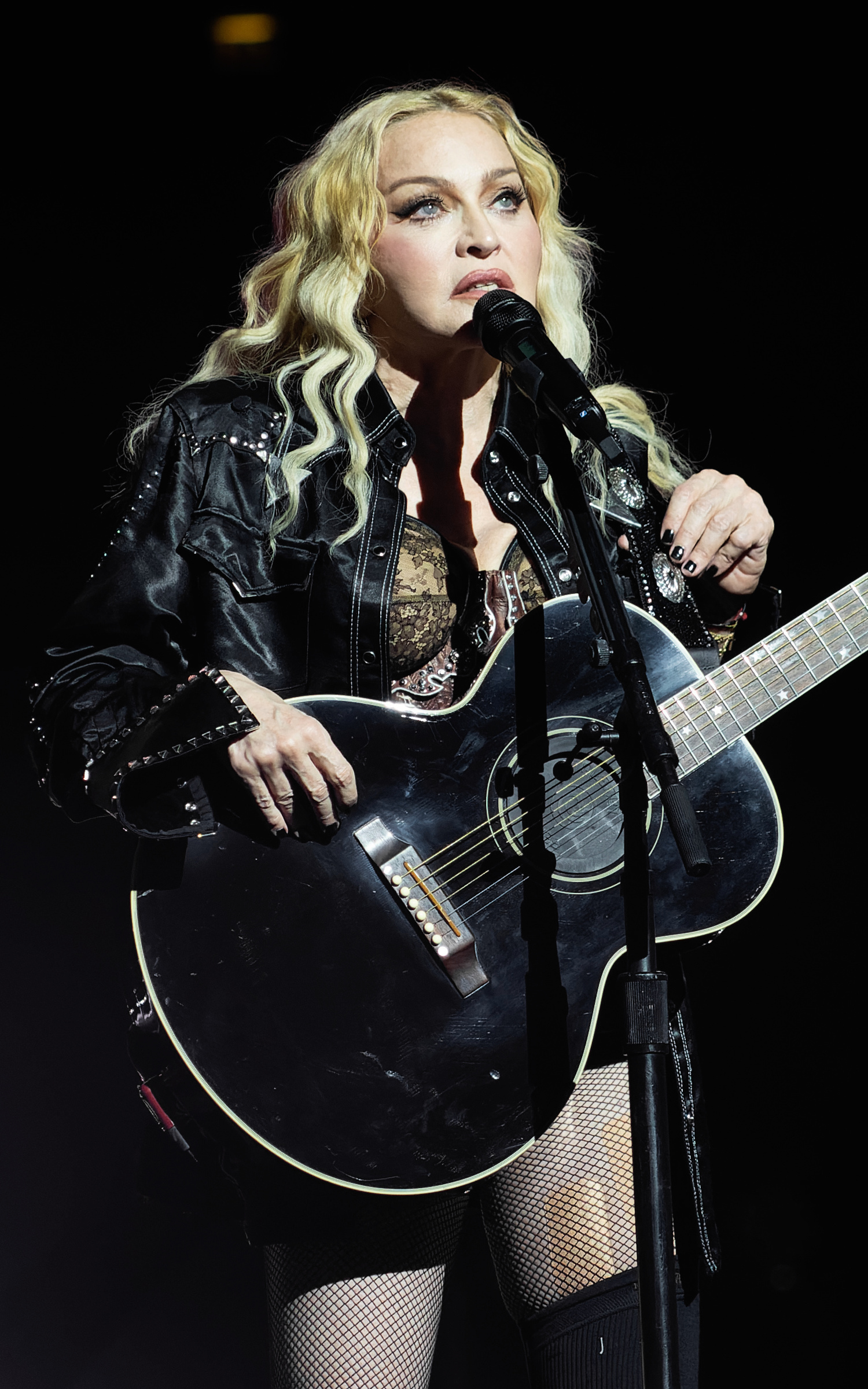
Madonna podczas koncertu w Londynie w 2023, w ramach trasy The Celebration Tour

Lista koncertów Madonny – lista koncertów amerykańskiej piosenkarki popowej Madonny. Artykuł zawiera informacje o 12 trasach koncertowych, pojedynczych koncertach (nie zorganizowanych w ramach tras), a także występach na żywo podczas ceremonii wręczenia nagród i specjalnych programów telewizyjnych.
W pierwszych latach kariery grała krótkie koncerty w klubach nocnych i występowała w programach telewizyjnych. Popularność przyniósł jej występ z piosenką „Like a Virgin” podczas gali MTV Video Music Awards 1984 we wrześniu 1984. W 1985 odbyła swoją pierwszą trasę koncertową, The Virgin Tour, obejmującą Stany Zjednoczone i Kanadę. Niedługo po jej zakończeniu wystąpiła na jednym z dwóch charytatywnych koncertów Live Aid, których światowa transmisja telewizyjna zgromadziła około 1,9 miliarda widzów. W 1987 wyruszyła w większości stadionową trasę Who’s That Girl World Tour, która przyniosła 25 milionów dolarów dochodu. Na występ na przedmieściach Paryża sprzedała 131 tysięcy biletów, co było najwyższą frekwencją w historii koncertów zagranych przez kobiety. W 1990 odbyła trasę Blond Ambition World Tour, która zarobiła 62,7 miliona dolarów. Jej kolejna trasa, The Girlie Show w 1993, przyniosła 70 milionów dolarów dochodu. Przez kolejne siedem lat nie koncertowała, ograniczając się do sporadycznych występów w telewizji.
W 2000 promowała album Music specjalnymi koncertami w Nowym Jorku i Londynie. Rok później odbyła trasę Drowned World Tour, która przyniosła 77 milionów dolarów dochodu. Kolejna trasa, Re-Invention World Tour w 2004, zarobiła 125 milionów dolarów, stając się najbardziej dochodową trasą roku. W lipcu 2005 była jedną z gwiazd charytatywnego koncertu Live 8 w Londynie. Album Confessions on a Dance Floor (2005) promowała specjalnymi koncertami w Londynie i Tokio oraz występem na festiwalu Coachella. W 2006 odbyła trasę Confessions Tour, która za sprawą 195 milionów zarobionych dolarów ustanowiła rekord najbardziej dochodowej trasy zagranej przez kobietę w historii. W 2007 wystąpiła na charytatywnym koncercie Live Earth w Londynie. W 2008 promowała album Hard Candy specjalnymi koncertami w Nowym Jorku i Paryżu oraz występem na festiwalu Radio 1’s Big Weekend. W 2008 i 2009 odbyła trasę Sticky & Sweet Tour, która zarobiła 408 milionów dolarów, stając się drugą najbardziej dochodową w historii, w tym pierwszą pośród wykonawców solowych.
W lutym 2012 zagrała krótki koncert w przerwie meczu Super Bowl XLVI, który ustanowił rekord największej oglądalności w historii amerykańskiej telewizji. Również w 2012 odbyła trasę The MDNA Tour, która za sprawą 305 milionów zarobionych dolarów była najbardziej dochodową trasą roku. Jej kolejna trasa, Rebel Heart Tour z 2015 i 2016, zarobiła 170 milionów dolarów. W jej trakcie zagrała w Melbourne kameralny, akustyczny koncert Madonna: Tears of a Clown, na którym zaprezentowała głównie mało znane utwory. W 2019 była gościem specjalnym Konkursu Piosenki Eurowizji 2019 i wyruszyła w teatralną trasę Madame X Tour. W 2023 i 2024 uczciła 40-lecie działalności muzycznej trasą The Celebration Tour, która zarobiła 225 miliony dolarów. Zwieńczyła ją darmowym występem w Rio de Janeiro, który zgromadził 1,6 miliona widzów, co było najwyższą widownią w historii spośród koncertów indywidualnych (to znaczy nie zorganizowanych jako część większych imprez).

## Trasy koncertowe
| Nazwa                      | Daty                               | Promowane albumy             | Kontynenty                                              | Koncerty | Dochód (USD)       | Widownia          | Źr.                         |
| -------------------------- | ---------------------------------- | ---------------------------- | ------------------------------------------------------- | -------- | ------------------ | ----------------- | --------------------------- |
| The Virgin Tour            | 10 kwietnia 1985 – 11 czerwca 1985 | Madonna Like a Virgin        | Ameryka Północna                                        | 40       | 5 000 000 (około)  | 400 000 (około)   | [ 3 ] [ 33 ] [ 34 ]         |
| Who’s That Girl World Tour | 14 czerwca 1987 – 6 września 1987  | True Blue Who’s That Girl    | Azja Ameryka Północna Europa                            | 38       | 25 000 000 (około) | 1 500 000 (około) | [ 35 ] [ 6 ]                |
| Blond Ambition World Tour  | 13 kwietnia 1990 – 5 sierpnia 1990 | Like a Prayer I’m Breathless | Azja Ameryka Północna Europa                            | 57       | 62 700 000 (około) | 2 000 000 (około) | [ 36 ] [ 37 ] [ 8 ]         |
| The Girlie Show            | 25 września 1993 – 19 grudnia 1993 | Erotica                      | Europa Azja Ameryka Północna Ameryka Południowa Oceania | 39       | 70 000 000 (około) | nieznana          | [ 9 ] [ 38 ]                |
| Drowned World Tour         | 9 czerwca 2001 – 15 września 2001  | Ray of Light Music           | Europa Ameryka Północna                                 | 47       | 76 792 245         | 731 606           | [ 12 ] [ 39 ]               |
| Re-Invention World Tour    | 24 maja 2004 – 14 września 2004    | American Life                | Ameryka Północna Europa                                 | 56       | 124 790 787        | 897 207           | [ 40 ] [ 41 ] [ 42 ]        |
| Confessions Tour           | 21 maja 2006 – 21 września 2006    | Confessions on a Dance Floor | Ameryka Północna Europa Azja                            | 60       | 194 754 447        | 1 209 593         | [ 18 ] [ 43 ]               |
| Sticky & Sweet Tour        | 23 sierpnia 2008 – 2 września 2009 | Hard Candy                   | Europa Ameryka Północna Ameryka Południowa Azja         | 85       | 407 803 266        | 3 545 899         | [ 44 ] [ 23 ] [ 45 ] [ 46 ] |
| The MDNA Tour              | 31 maja 2012 – 22 grudnia 2012     | MDNA                         | Azja Europa Ameryka Północna Ameryka Południowa         | 88       | 305 158 362        | 2 212 345         | [ 26 ] [ 47 ]               |
| Rebel Heart Tour           | 9 września 2015 – 20 marca 2016    | Rebel Heart                  | Ameryka Północna Europa Azja Oceania                    | 82       | 169 804 336        | 1 045 479         | [ 27 ] [ 48 ]               |
| Madame X Tour              | 17 września 2019 – 8 maja 2020     | Madame X                     | Ameryka Północna Europa                                 | 75       | 51 361 008         | 179 289           | [ 30 ] [ 49 ] [ 50 ]        |
| The Celebration Tour       | 14 września 2023 – 4 maja 2024     | —                            | Europa Ameryka Północna Ameryka Południowa              | 81       | 225 377 545        | 1 127 658         | [ 31 ] [ 51 ]               |

## Pojedyncze koncerty
| Data                 | Miejscowość | Państwo           | Obiekt            | Dodatkowe informacje                                                                             | Źr.    |
| -------------------- | ----------- | ----------------- | ----------------- | ------------------------------------------------------------------------------------------------ | ------ |
| 13 października 1983 | Londyn      | Wielka Brytania   | Camden Palace     |                                                                                                  | [ 52 ] |
| 14 lutego 1998       | Nowy Jork   | Stany Zjednoczone | The Roxy          | Koncert promujący album Ray of Light.                                                            | [ 53 ] |
| 5 listopada 2000     | Nowy Jork   | Stany Zjednoczone | Roseland Ballroom | Koncerty promujący album Music.                                                                  | [ 10 ] |
| 29 listopada 2000    | Londyn      | Wielka Brytania   | Brixton Academy   | Koncerty promujący album Music.                                                                  | [ 11 ] |
| 23 kwietnia 2003     | Nowy Jork   | Stany Zjednoczone | Tower Records     | Koncerty promujący album American Life.                                                          | [ 54 ] |
| 9 maja 2003          | Londyn      | Wielka Brytania   | HMV Oxford Circus | Koncerty promujący album American Life.                                                          | [ 55 ] |
| 15 listopada 2005    | Londyn      | Wielka Brytania   | Koko              | Koncerty promujący album Confessions on a Dance Floor.                                           | [ 14 ] |
| 19 listopada 2005    | Londyn      | Wielka Brytania   | G-A-Y             | Koncerty promujący album Confessions on a Dance Floor.                                           | [ 15 ] |
| 7 grudnia 2005       | Tokio       | Japonia           | Studio Coast      | Koncerty promujący album Confessions on a Dance Floor.                                           | [ 16 ] |
| 30 kwietnia 2006     | Indio       | Stany Zjednoczone | Empire Polo Club  | Występ na festiwalu Coachella.                                                                   | [ 17 ] |
| 30 kwietnia 2008     | Nowy Jork   | Stany Zjednoczone | Roseland Ballroom | Koncerty promujący album Hard Candy.                                                             | [ 20 ] |
| 6 maja 2008          | Paryż       | Francja           | Olympia           | Koncerty promujący album Hard Candy.                                                             | [ 21 ] |
| 10 maja 2008         | Maidstone   | Wielka Brytania   | Mote Park         | Występ na festiwalu Radio 1’s Big Weekend.                                                       | [ 22 ] |
| 10 marca 2016        | Melbourne   | Australia         | Forum Theatre     | Akustyczny koncert pod nazwą Madonna: Tears of a Clown.                                          | [ 28 ] |
| 2 grudnia 2016       | Miami       | Stany Zjednoczone | Faena Forum       | Akustyczny koncert pod nazwą Madonna: Tears of a Clown, zorganizowany w ramach targów Art Basel. | [ 56 ] |
| 30 czerwca 2019      | Nowy Jork   | Stany Zjednoczone | Hudson River Park | Koncert w ramach obchodów Stonewall 50 – WorldPride NYC 2019.                                    | [ 57 ] |
| 24 czerwca 2022      | Nowy Jork   | Stany Zjednoczone | Terminal 5        | Koncert w ramach obchodów NYC Pride March.                                                       | [ 58 ] |

## Ceremonie wręczenia nagród
| Data                      | Ceremonia                             | Miejscowość | Państwo           | Obiekt                               | Wykonane utwory                                                                | Źr.    |
| ------------------------- | ------------------------------------- | ----------- | ----------------- | ------------------------------------ | ------------------------------------------------------------------------------ | ------ |
| 14 września 1984(dts)     | MTV Video Music Awards 1984           | Nowy Jork   | Stany Zjednoczone | Radio City Music Hall                | „Like a Virgin”                                                                | [ 1 ]  |
| 6 września 1989(dts)      | MTV Video Music Awards 1989           | Los Angeles | Stany Zjednoczone | Universal Amphitheatre               | „Express Yourself”                                                             | [ 59 ] |
| 6 września 1990(dts)      | MTV Video Music Awards 1990           | Los Angeles | Stany Zjednoczone | Universal Amphitheatre               | „Vogue”                                                                        | [ 60 ] |
| 25 marca 1991(dts)        | 63. ceremonia wręczenia Oscarów       | Los Angeles | Stany Zjednoczone | Shrine Auditorium                    | „Sooner or Later”                                                              | [ 61 ] |
| 2 września 1993(dts)      | MTV Video Music Awards 1993           | Los Angeles | Stany Zjednoczone | Universal Amphitheatre               | „Bye Bye Baby”                                                                 | [ 60 ] |
| 30 stycznia 1995(dts)     | American Music Awards 1995            | Los Angeles | Stany Zjednoczone | Shrine Auditorium                    | „Take a Bow” (z Babyfacem)                                                     | [ 62 ] |
| 20 stycznia 1995(dts)     | Brit Awards 1995                      | Londyn      | Wielka Brytania   | Alexandra Palace                     | „Bedtime Story”                                                                | [ 63 ] |
| 24 marca 1997(dts)        | 69. ceremonia wręczenia Oscarów       | Los Angeles | Stany Zjednoczone | Shrine Auditorium                    | „You Must Love Me”                                                             | [ 64 ] |
| 10 września 1998(dts)     | MTV Video Music Awards 1998           | Los Angeles | Stany Zjednoczone | Universal Amphitheatre               | „Shanti/Ashtangi”, „Ray of Light” (z Lennym Kravitzem)                         | [ 65 ] |
| 23 października 1998(dts) | VH1 Fashion Awards 1998               | Nowy Jork   | Stany Zjednoczone | The Theater at Madison Square Garden | „The Power of Good-Bye”                                                        | [ 66 ] |
| 12 listopada 1998(dts)    | MTV Europe Music Awards 1998          | Assago      | Włochy            | FilaForum                            | „The Power of Good-Bye”                                                        | [ 67 ] |
| 24 lutego 1999(dts)       | 41. ceremonia wręczenia nagród Grammy | Los Angeles | Stany Zjednoczone | Shrine Auditorium                    | „Nothing Really Matters”                                                       | [ 68 ] |
| 16 listopada 2000(dts)    | MTV Europe Music Awards 2000          | Sztokholm   | Szwecja           | Stockholm Globe Arena                | „Music”                                                                        | [ 69 ] |
| 21 lutego 2001(dts)       | 43. ceremonia wręczenia nagród Grammy | Los Angeles | Stany Zjednoczone | Staples Center                       | „Music”                                                                        | [ 70 ] |
| 28 sierpnia 2003(dts)     | MTV Video Music Awards 2003           | Nowy Jork   | Stany Zjednoczone | Radio City Music Hall                | „Hollywood” / „Work It” (z Britney Spears, Christiną Aguilerą i Missy Elliott) | [ 71 ] |
| 4 listopada 2005(dts)     | MTV Europe Music Awards 2005          | Lizbona     | Portugalia        | Pavilhão Atlântico                   | „Hung Up”                                                                      | [ 72 ] |
| 8 lutego 2006(dts)        | 48. ceremonia wręczenia nagród Grammy | Los Angeles | Stany Zjednoczone | Staples Center                       | „Hung Up” (z Gorillaz)                                                         | [ 73 ] |
| 26 stycznia 2014(dts)     | 56. ceremonia wręczenia nagród Grammy | Los Angeles | Stany Zjednoczone | Staples Center                       | „Open Your Heart” / „Same Love” (z Macklemorem, Ryanem Lewisem i Mary Lambert) | [ 74 ] |
| 8 lutego 2015(dts)        | 57. ceremonia wręczenia nagród Grammy | Los Angeles | Stany Zjednoczone | Staples Center                       | „Living for Love”                                                              | [ 75 ] |
| 25 lutego 2015(dts)       | Brit Awards 2015                      | Londyn      | Wielka Brytania   | The O2 Arena                         | „Living for Love”                                                              | [ 76 ] |
| 29 marca 2015(dts)        | iHeartRadio Music Awards 2015         | Los Angeles | Stany Zjednoczone | Shrine Auditorium                    | „Ghosttown” (z Taylor Swift)                                                   | [ 77 ] |
| 23 maja 2016(dts)         | Billboard Music Awards 2016           | Las Vegas   | Stany Zjednoczone | T-Mobile Arena                       | „Nothing Compares 2 U”, „Purple Rain” (ze Steviem Wonderem)                    | [ 78 ] |
| 1 maja 2019(dts)          | Billboard Music Awards 2019           | Las Vegas   | Stany Zjednoczone | MGM Grand Garden Arena               | „Medellín” (z Malumą)                                                          | [ 79 ] |

## Specjalne programy telewizyjne
| Data                   | Ceremonia                                  | Miejscowość   | Państwo           | Obiekt                  | Wykonane utwory | Źr.    |
| ---------------------- | ------------------------------------------ | ------------- | ----------------- | ----------------------- | --- | ------ |
| 13 lipca 1985(dts)     | Live Aid                                   | Filadelfia    | Stany Zjednoczone | Stadion JFK             | „Holiday”, „Into the Groove”, „Love Makes the World Go Round” | [ 4 ]  |
| 13 maja 1993(dts)      | The Arsenio Hall Show (1000. odcinek)      | Los Angeles   | Stany Zjednoczone | Hollywood Bowl          | „Fever”, „The Lady Is a Tramp” (z Anthonym Kiedisem) | [ 80 ] |
| 22 lutego 1995(dts)    | Festiwal Piosenki Włoskiej w San Remo 1995 | San Remo      | Włochy            | Teatr Ariston           | „Take a Bow” (z Babyfacem) | [ 81 ] |
| 24 lutego 1998(dts)    | Festiwal Piosenki Włoskiej w San Remo 1998 | San Remo      | Włochy            | Teatr Ariston           | „Frozen” | [ 82 ] |
| 22 kwietnia 2003(dts)  | Madonna: On Stage and on the Record        | Nowy Jork     | Stany Zjednoczone | MTV Studios             | „American Life”, „Hollywood”, „Nothing Fails”, „X-Static Process”, „Like a Prayer”                                                                                          | [ 83 ] |
| 30 kwietnia 2003(dts)  | Absolut Madonna                            | Kolonia       | Niemcy            | RTL Studio              | „American Life”, „Hollywood”, „Music” | [ 84 ] |
| 16 stycznia 2005(dts)  | Tsunami Aid                                | Nowy Jork     | Stany Zjednoczone | NBC Studios             | „Imagine” | [ 85 ] |
| 2 lipca 2005(dts)      | Live 8                                     | Londyn        | Wielka Brytania   | Hyde Park               | „Like a Prayer”, „Ray of Light”, „Music” | [ 13 ] |
| 18 listopada 2005(dts) | Children in Need 2005                      | Londyn        | Wielka Brytania   | BBC Television Centre   | „Hung Up”, „Get Together” | [ 86 ] |
| 7 lipca 2007(dts)      | Live Earth                                 | Londyn        | Wielka Brytania   | Stadion Wembley         | „Hey You”, „Ray of Light”, „La Isla Bonita” (z Gogol Bordello), „Hung Up”                                                                                                   | [ 19 ] |
| 22 stycznia 2010(dts)  | Hope for Haiti Now                         | Nowy Jork     | Stany Zjednoczone | Kaufman Astoria Studios | „Like a Prayer” | [ 87 ] |
| 5 lutego 2012(dts)     | Super Bowl XLVI halftime show              | Indianapolis  | Stany Zjednoczone | Lucas Oil Stadium       | „Vogue”, „Music” (z LMFAO), „Give Me All Your Luvin’” (z Nicki Minaj i M.I.A.), „Express Yourself” / „Open Your Heart” (z CeeLo Greenem), „Like a Prayer” (z CeeLo Greenem) | [ 24 ] |
| 28 stycznia 2014(dts)  | Miley Cyrus: MTV Unplugged                 | Los Angeles   | Stany Zjednoczone | Sunset Gower Studios    | „Don’t Tell Me” / „We Can’t Stop” (z Miley Cyrus) | [ 88 ] |
| 18 maja 2019(dts)      | Konkurs Piosenki Eurowizji 2019            | Tel Awiw-Jafa | Izrael            | Centrum Konferencyjne   | „Like a Prayer”, „Dark Ballet”, „Future” (z Quavo) | [ 29 ] |